# Aaron Bancroft (rugby à XV)
Pour le pasteur américain fils de Samuel Bancroft et de Lydia Parker, voir Aaron Bancroft.
Pas d'image ? Cliquez ici

a Compétitions nationales et continentales officielles uniquement.

Dernière mise à jour le 18 août 2015.
Aaron Bancroft, né le 1er janvier 1985 à Blenheim, est un joueur néo-zélandais de rugby à XV évoluant au poste de centre ou demi d'ouverture.

## Biographie
Aaron Bancroft débute dans le Super 14 en 2007 avec la province des Highlanders. 
En 2012, il rejoint le FC Grenoble qu'il quitte à la fin de la saison pour rejoindre l'US Carcassonne. À la fin de la saison 2014-2015, l'USC ne renouvelle pas son contrat.